# بريندا هامبتون
بريندا هامبتون (بالإنجليزية: Brenda Hampton)‏ هي كاتبة سيناريو ومنتجة أفلام أمريكية، ولدت في 19 أغسطس 1951 في أتلانتا في الولايات المتحدة.

## وصلات خارجية
- بريندا هامبتون على موقع IMDb (الإنجليزية)
- بريندا هامبتون على موقع ألو سيني (الفرنسية)
- بريندا هامبتون على موقع قاعدة بيانات الفيلم (الإنجليزية)
- بريندا هامبتون على موقع كينوبويسك (الروسية)